# Pseudolituola
Pseudolituola es un género de foraminífero bentónico considerado como nomen nudum e invalidado, aunque considerado perteneciente a la subfamilia Lituolinae, de la familia Lituolidae, de la superfamilia Lituoloidea, del suborden Lituolina y del orden Lituolida. Su rango cronoestratigráfico abarca el Cretácico inferior.

## Discusión
Clasificaciones previas incluirían Pseudolituola en el suborden Textulariina del orden Textulariida, o en el orden Lituolida sin diferenciar el suborden Lituolina.

## Clasificación
En Pseudolituola no se ha considerado ninguna especie.